# Un million d'enfants
Singles de Mireille Mathieu
Un jour tu reviendras
(1974) On ne vit pas sans se dire adieu
(1975)
 Un million d'enfants est une chanson de la chanteuse française Mireille Mathieu sortie en  France en 1975 sous le label Philips. Le 45 tours s'est vendu à plus de 150 000 exemplaires et s'est classé 14e en février 1975.